# Wantou (köpinghuvudort i Kina, Jiangsu Sheng, lat 32,43, long 119,49)
Wantou (kinesiska: 湾头, 湾头镇) är en köpinghuvudort i Kina. Den ligger i provinsen Jiangsu, i den östra delen av landet, omkring 76 kilometer nordost om provinshuvudstaden Nanjing. Antalet invånare är 28 681. Befolkningen består av 13 955 kvinnor och 14 726 män. Barn under 15 år utgör 10,0 %, vuxna 15-64 år 78 %, och äldre över 65 år 10,0 %.
Runt Wantou är det tätbefolkat, med 613 invånare per kvadratkilometer. Närmaste större samhälle är Yangzhou, 5,8 km sydväst om Wantou. Trakten runt Wantou består till största delen av jordbruksmark.
Genomsnittlig årsnederbörd är 1 302 millimeter. Den regnigaste månaden är juli, med i genomsnitt 255 mm nederbörd, och den torraste är januari, med 30 mm nederbörd.